# Jānis
Jānis ist ein lettischer männlicher Vorname und dort weit verbreitet. Es handelt sich um eine Variante von Johannes.

## Namensträger
- Jānis Andersons (* 1986), lettischer Eishockeyspieler
- Jānis Balodis (1881–1965), Militär und Politiker
- Jānis Frīdrihs Baumanis (1834–1891), erster professionell ausgebildeter lettischer Architekt
- Jānis Bebris (1917–1969), lettischer Fußballspieler und -torwart sowie Eishockeyspieler
- Jānis Bērziņš (Biathlet) (* 1982), lettischer Biathlet
- Jānis Birks (* 1956), lettischer Politiker
- Jānis Blūms (* 1982), lettischer Basketballspieler
- Jānis Bojārs (1956–2018), lettischer Kugelstoßer
- Jānis Bulis (* 1950), Bischof von Rēzekne-Aglona
- Jānis Čakste (1859–1927), lettischer Politiker
- Jānis Cakuls (1926–2022), lettischer Geistlicher, Weihbischof in Riga
- Jānis Cimze (1814–1881), livländischer Pädagoge und Musiker
- Jānis Daliņš (1904–1978), lettischer Leichtathlet
- Jānis Domburs (* 1972), lettischer Journalist und Fernsehmoderator
- Jānis Dūklavs (* 1952), lettischer Politiker
- Jānis Endzelīns (1873–1961), lettischer Linguist
- Jānis Fabriciuss (1877–1929), lettischer Offizier und Kommissar der Roten Armee
- Jānis Grīnbergs (Beachvolleyballspieler) (* 1971), lettischer Beachvolleyballspieler
- Jānis Ivanovs (1906–1983), lettischer Komponist
- Jānis Jaunsudrabiņš (1877–1962), lettischer Maler und Dichter
- Jānis Jurkāns (* 1946), lettischer Politiker
- Jānis Kalnbērziņš (1893–1986), lettischer kommunistischer Politiker
- Jānis Kalniņš (1904–2000), kanadischer Komponist
- Jānis Kalniņš (Eishockeyspieler) (* 1991), lettischer Eishockeytorwart
- Jānis Ķipurs (* 1958), lettischer Bobfahrer
- Jānis Klovāns (1935–2010), lettischer Schachgroßmeister
- Jānis Konrāds (1942–2021), australischer Schwimmer, siehe John Konrads
- Jānis Krūmiņš (Parteifunktionär) (1894–1938), lettischer Parteifunktionär (LKP) und Revolutionär
- Jānis Krūmiņš (Basketballspieler) (1930–1994), lettischer Basketballspieler
- Jānis Līcis (1832–1905), lettischer Priester und orthodoxer Märtyrer
- Jānis Lipke (1900–1987), lettischer Widerstandskämpfer
- Jānis Lūsis (Zoologe) (1897–1979), sowjetischer Zoologe und Genetiker
- Jānis Lūsis (1939–2020), lettischer Speerwerfer
- Jānis Mediņš (1890–1966), lettischer Komponist
- Jānis Miņins (* 1980), lettischer Bobfahrer
- Jānis Paipals (* 1983), lettischer Skilangläufer
- Jānis Pauļuks (1865–1937), lettischer Politiker und Ministerpräsident
- Jānis Pēda (* 1985), lettischer Volleyball- und Beachvolleyballspieler
- Jānis Pleikšnis (* 1982), lettischer Biathlet
- Jānis Pliekšāns (1865–1929; bekannt als Rainis), lettischer Dichter
- Jānis Pujats (* 1930), Erzbischof von Riga
- Jānis Reirs (* 1961), lettischer Politiker
- Jānis Šilfs (1881–1921), lettischer Kommunist und Revolutionär
- Jānis Skuja (1906–1996), lettischer Fußballspieler
- Jānis Šmēdiņš (* 1987), lettischer Volleyball- und Beachvolleyballspieler
- Jānis Sprukts (* 1982), lettischer Eishockeyspieler
- Jānis Stradiņš (1933–2019), lettischer Professor für Physikalisch-organische Chemie und Wissenschaftshistoriker
- Jānis Strēlnieks (* 1989), lettischer Basketballspieler
- Jānis Strenga (* 1986), lettischer Bobsportler
- Jānis Strupulis (* 1949), lettischer Bildhauer und Grafikdesigner
- Jānis Urbanovičs (* 1959), lettischer Politiker
- Jānis Vagris (1930–2023), lettisch-sowjetischer Politiker
- Jānis Vanags (* 1958), Erzbischof der Evangelisch-Lutherischen Kirche Lettlands
- Jānis Vītoliņš (1886–1955), lettischer Komponist
- Jānis Vitomskis (1936–2009), lettischer Schachspieler